# A hadművészeti kánon hét könyve
A hadművészeti kánon hét könyve a Szung (Song)-dinasztia beli Sen Cung (Shen Cong) (宋神宗) uralkodása alatt (1078-1085), az addig született legjelentősebb hadművészeti művek gyűjteménye. A kánonnak (csing (jing) 經) tekintett gyűjtemény írásainak alapos ismerete ekkortól kezdve alapvető részét képezte a katona-hivatalnoki vizsgáknak egészen a császárkor végéig.

## Története
A ma legjelentősebbnek tartott és a történelem során a legnagyobb hatásúnak bizonyuló kínai hadtudományos műveket csupán akkor emelték ki a tengernyi írás sorából, amikor a kínai arzenál a lőpor feltalálásával és hadászati célú felhasználásával már kiegészült a lőfegyverekkel is. A Szung (Song)-kor (960-1279) sok tekintetben egyébként is a tudományok, és az addigi ismeretek összegzésének aranykora volt. Már 981-ben elkészült egy óriási enciklopédia, amely 1000 kötetben foglalta össze korábbi művekben fellelhető ismereteket. Ekkoriban állították össze a konfuciánus, a taoista és a buddhista művek kánonját is. 1100-ban jelent meg az első építészeti szakenciklopédia, majd pedig egy földrajzi, térképészeti szakmunka. Ugyancsak az 1100-as évek elején fejeződött be a Császári Orvosi Enciklopédia, amit botanikai és zoológiai munkák követtek. De a mezőgazdasági vagy matematikai gyűjtemények összeállítására is ezekben az évszázadokban került sor. Szinte magától értetődő volt, hogy az északon megerősödő idegen államok jelentette, egyre növekvő katonai fenyegetés hatására az addig született hadművészeti könyvek színe-javát is gyűjteménybe foglalva „kanonizálják”. A Szung (Song)-dinasztia hatodik császára, Sen-cung (Shenzong) (宋神宗) (1048–1085) uralkodásának a „Ragyogó nyugalom” (Hszi-ning (Xining) 熙寧) elnevezésű korszakának ötödik esztendejében, vagyis 1073-ban elrendelte egy átfogó gyűjtemény összeállítását. A művek tanulmányozásában, átrostálásában és kiválogatásában nem kevesebb mint száz, hadászati kérdésekben, elméleti és gyakorlati katonai ismertekben járatos tudóshivatalnok működött közre. Ebbe a hadtudományos kánonba – melyet végül 1080-ban hoztak nyilvánosságra – hét mű kapott helyet, melyek közül hat, részben vagy egészben még az ókorban (i. e. 5–i. sz. 1. sz.) íródott. A gyűjtemény A hadművészeti kánon hét könyve (Vu csing csi su (Wu qing qi shu) 《武經七書》) címet kapta, s a következő műveket foglalja magába az eredeti sorrendben:
1. Szun-ce (Sunzi): A háború művészete
2. Vu-ce (Wuzi)
3. A tábornagy metódusai
4. Tang Taj-cung és Li Vej-kung (Tang Taizong és Li Weigong) diskurzusa
5. Vej Liao-ce (Wei Liaozi)
6. Huang Si-kung (Huang Shigong) három stratégiája
7. Taj Kung (Tai Gong) hat titkos tanítása

Ezek tehát azok a hadtudományos művek, melyeket a 11. század vége óta a kínaiak annyira jelentős, hasznos és nélkülözhetetlen alkotásnak minősíttettek, hogy alapos tanulmányozásukat és ismeretüket hosszú évszázadokon át kötelezően megkívánták valamennyi felelős rangban, fokozatban álló politikustól és katonaembertől. A sorrendbe állításnál csak az első kettő esetében figyelhető meg fontossági szempont. Vitathatatlanul Szun-ce (Sunzi) művét tartották és tartják a mai napig a legjelentősebbnek, majd ezt követi a reformer politikus és hadvezér, Vu Csi (Wu Qi) műve, melyre a történelem során gyakorta Szun-ce (Sunzi) munkájával együtt hivatkoztak. A sorrendet tehát csak részben határozta meg a művek jelentősége, de a keletkezési koruk sem lehetett szempont. A hagyomány szerint ugyanis a 6. és a 7. mű az i. e. 11. század körül keletkezett, így ezek lennének a legrégebbiek, míg a sorrendben 4. mű csupán a középkorban, a kánon összeállítását megelőzően négy és fél évszázaddal korábban, az i. sz. 7. században íródott. A szóban forgó gyűjtemény, valamint a kínai hadtudományos értekezések kiváló szakértője, az Egyesült Államokbeli Ralph D. Sawyer, más kutatók munkáinak eredményeit felhasználva és azokra hivatkozva, a hét mű keletkezési idejük szerinti sorrendjére a következő javaslatot teszi:
Első periódus:
A tábornagy metódusa (3.)
Szun-ce (Sunzi): A hadviselés szabályai (1.)
Második periódus:
Vu-ce (Wuzi) (2.)
Harmadik periódus:
Vej Liao-ce (Wei Liaozi) (5.)
Taj Kung (Tai Gong) hat titkos tanítása (7.)
Huang Si-kung (Huang Shigong) három stratégiája (6.)
Tang–Szung (Song)-kor:
Tang Taj-cung és Li Vej-kung (Tang Taizong és Li Weigong) diskurzusa (4.)

## Tartalma
| Cím                                                                 | Kínaiul                                                                             | Szerző                                                       | Tartalom | Dátum                                           | Kép | Leírás |
| ------------------------------------------------------------------- | ----------------------------------------------------------------------------------- | ------------------------------------------------------------ | --- | ----------------------------------------------- | --- | --- |
| Szun-ce: (Sunzi:) A háború művészete                                | 孫子兵法 Szun-ce ping-fa (Sunzi bingfa)                                             | Szun-ce (Sunzi) 孫子                                         | A mű logikusan szerkesztett 13 fejezetben a hadviselés olyan alapvető kérdésköreit tárgyalja, mint a diplomácia a különböző államok között, a hadviselés gazdasági feltételei, konkrét taktikai és hadműveleti problémák, terepviszonyok és a hírszerzés.                                                      | bizonytalan, hagyományosan: kb. i. e. 6. század |     | A háború művészetének bambuszcsíkokra írt, a korabeli formátumot idéző kiadása Csien-lung (Qianlong) császár uralkodása idejéről. |
| Vu-ce (Wuzi): A háború művészete                                    | 吳子兵法 Vu-ce ping fa (Wuzi bing fa)                                               | Vu-ce (Wuzi) 吳子                                            | A mű hat fejezetben a 6 fejezetben a hadszervezés, hadviselés elméleti és gyakorlati kérdéseit, valamint annak politikai aspektusait tárgyalja párbeszédes formában. | bizonytalan, hagyományosan: kb. i. e. 4. század |     | Vu csi (Wu Qu) portréja |
| A tábornagy metódusa                                                | 司馬法 Sze-ma fa (Sima fa)                                                          | Sze-ma Zsang-csü (Sima Rangju) 司馬穰苴                      | A szöveg öt fejezetben tárgyalja az általános politika, valamint a hadtudomány olyan kérdéseit, mint a haderő szervezés, a katonai közigazgatás, a fegyelem, az alapvető morális értékek, a stratégia és a taktika.                                                                                            | i. e. 4. század                                 |     | A Sze-ma fa (Sima fa) Ming-kori kiadásának első lapja                                                                             |
| A hat titkos tanítás                                                | 六韬 Liu tao                                                                        | Csiang Ce-ja (Jiang Ziya) 姜子牙                             | Taj Kung (Tai Gong) politikai és hadászati útmutatásait tartalmazza, amelyet a Cso (Zhou)-dinasztia ven (Wen) és Vu (Wu) királya számára adott elő. A mű nem csupán a hadviselés és a stratégia, taktika kérdéseit tárgyalja, de részletesen kitér a kormányzás alapelveire is.                                | hagyományosan: i. e. 11. század                 |     | Csiang Ce-ja (Jiang Ziya) portréja                                                                                                |
| Vej Liao-ce (Wei Liaozi)                                            | 尉繚子 Vej Liao-ce (Wei Liaozi)                                                     | Vej Liao (Wei Liao) 尉繚                                     | A mű összesen 24 fejezetben tárgyalja a hadviselés, fegyveres konfliktusok civil és katonai szempontjait. Nagy hangsúlyt fektet a mezőgazdasági termelő munkára és az emberekre, melyeket az állam két legfontosabb pillérének tart. A kormányzati értékek közül az emberségességet és az erényt hangsúlyozza. | i. e. 4-3. század                               |     | A mű hagyományos kiadásának első lapja                                                                                            |
| Huang Si-kung (Huang Shigong) három stratégiája                     | 黄石公三略 Huang Si-kung szan lüe (Huang Shigong san lüe)                           | bizonytalan, hagyományosan: Csiang Ce-ja (Jiang Ziya) 姜子牙 | A mű 3 fejezetben a helyes kormányzás módszerére és a hadsereg igazgatására fókuszál. Tetten érhető az erős taoista hatás, ugyanakkor jelen vannak benne a konfuciánus eszmények és a legizmus tanítása is. | időszámítás kezdete körül                       |     | A mű hagyományos kiadásának első lapja                                                                                            |
| Tang Taj-cung (Tang Taizong) és Li vej-kung (Li Weigong) dialógusai | 唐太宗李衛公問對 Tang Taj-cung Li Vej-kung ven-tuj (Tang Taizong Li Weigong wendui) | Taj-cung (Taizong) császár 太宗 és Li Csing (Li Jing) 李靖   | | 7. század                                       |     | A Tang-dinasztia császárának, Taj-cung (Taizong)nak a portréja                                                                    |

### Magyarul
- ↑ Édes 1996.:  Édes Bálint (ford.). Szun Ce: A hadviselés tudománya. Göncöl Kiadó, Budapest, 1996. ISBN 963-9183-39-3
- ↑ Hahn 1963.:  Hahn István (szerk.). A hadművészet ókori klasszikusai. Zrínyi Katonai Kiadó, Budapest, 1963
- ↑ Szántai – Tokaji 2008.:  Szántai Zsolt - Tokaji Zsolt (ford.). Szun-ce: A háború művészete. Cartaphilus Könyvkiadó, Budapest, 2008. ISBN 978-963-7448-54-6
- ↑ Tokaji 1996.:  Tokaji Zsolt (ford.). Szun mester: A' hadakozás regulái. Terebess Kiadó, Budapest, 1996.; 2. kiadás: Fapadoskonyv.hu, Budapest 2010. ISBN 978-963-329-085-9
- ↑ Tokaji 1997.:  Tokaji Zsolt. A régi Kína fegyverei. Zrínyi Kiadó - Terebess Kiadó, Budapest, 1997. ISBN 963-327-289-0
- ↑ Tokaji 1998.:  Tokaji Zsolt. Wuzi: A hadviselés törvényei. A Wuzi bingfa fordítása és történeti vonatkozásai. Budapest: ELTE–BTK, Orientalisztikai Intézet, Kínai szak. 1998. (Kézirat)
- ↑ Tokaji:  Vu-ce: A háború útja. (Ford., jegyz.: Tokaji Zsolt) Terebess Kiadó, Budapest 1998. ISBN 963-9147-09-5
- ↑ Tokaji 2003:  Szun Pin: A háború művészete. (Ford., tanulmány, jegyz.: Tokaji Zsolt) Szukits Könyvkiadó, Szeged 2003. ISBN 963-9344-63-X
- ↑ Tokaji 2011.:  Tokaji Zsolt (ford.) Tai Gong hat titkos tanítása. Kelet klasszikusai. Fapadoskonyv.hu, Budapest, 2011. ISBN 978 963 329 482 6
- ↑ Tokaji 2016.:  Taj Kung: A háború törvényei. (Ford., jegyz.: Tokaji Zsolt) Harcosok ösvényén. Szenzár Kiadó, Budapest, 1016. ISBN 9789632278025
- ↑ Tőkei 1986.:  Tőkei Ferenc 1986. Kínai filozófia. Ókor. I-III. (Harmadik kiadás) Akadémiai Kiadó, Budapest. ISBN 963-05-4293-5
- ↑ Tőkei 1995.:  Szun-ce: A hadviselés törvényei. (Ford.: Tőkei Ferenc) Balassi Kiadó. Budapest, 1995. ISBN 963-506-052-1

### Idegen nyelven
- ↑ Du Wenyu 2007.:  Tu Ven-jü (Du Wenyu) 杜文玉 (szerk.). Tu suo Csung-kuo ku-taj ping-csi jü ping-su (Tu shuo Zhongguo gudai bingqi yu bingshu) 《图说中国古代兵器与兵书》 ("A régi Kína fegyvereinek és katonai műveinek illusztrált története"). Si-csie tu-su csu-pan (Shijie tushu chuban) 世界图书出版, Hszi'an (Xi'an) 西安, Peking (Beijing) 北京, Kuangcsou (Guangzhou) 广州, Sanghaj (Shanghai) 上海 2007. ISBN 978-7-5062-8517-9
- ↑ Sawyer 1993.:  Ralph D. Sawyer. The Seven Military Classics of Ancient China. (Transl. and commentary: R. D. Sawyer - Mei-chün Sawyer) Westview Press, Boulder - San Francisco - Oxford 1993. ISBN 0-8133-1228-0